# Rehab Doll
Rehab Doll — единственный студийный альбом американской гранж-группы Green River, вышедший в 1988 году на лейбле Sub Pop. В 1990 году альбом был переиздан как часть сборника Dry As a Bone/Rehab Doll.

## Запись и выпуск альбома
После выпуска мини-альбома Dry As a Bone группа сразу же начала работу над альбомом в августе 1987 года. Green River начала запись альбома в студии Reciprocal Recording в Сиэтле, Вашингтон, с продюсером Джеком Эндино, но потом поменяла продюсера на Брюса Калдера и стала записываться в Steve Lawson Studios в Сиэтле. Из-за разногласий в группе к концу октября 1987 года группа распалась, но решила дозаписать альбом.
Запись альбома была закончена в январе 1988 года. Песня «Swallow My Pride» впервые появилась на первом мини-альбоме группы — Come on Down, а «Together We’ll Never» была выпущена в качестве сингла на лейбле Tasque Force Records в 1986 году. Обе песни были перезаписаны для альбома. На кассетах с Rehab Doll находилась бонус-песня, кавер на песню Дэвида Боуи «Queen Bitch». Альбом был выпущен в июне 1988 года на лейбле Sub Pop.

## Список композиций
Все песни написаны Джефом Аментом, Марком Армом, Брюсом Фейрвезером, Стоуном Госсардом и Алексом Винсентом, если не указано другое.
1. «Forever Means» — 4:20
2. «Rehab Doll» (Арм, Пол Солгер) — 3:23
3. «Swallow My Pride» (Арм, Стив Тёрнер) — 2:59
4. «Together We’ll Never» — 4:01
5. «Smilin' and Dyin'» — 3:23
6. «Porkfist» — 3:13
7. «Take a Dive» — 3:28
8. «One More Stitch» — 3:53

Бонус-трек на кассете
1. «Queen Bitch» (Дэвид Боуи) — 2:58

## Принимали участие в записи
| Green River - Джеф Амент — бас-гитара, вокал - Марк Арм — вокал - Брюс Фейрвезре — гитара - Стоун Госсард — гитара, вокал - Алекс Винсент — барабаны, перкуссия | Также принимали участие - Брюс Калдер — скрипы, стоны, скрежет на песне «Porkfist», звукорежиссёр - Джек Эндино — запись - Ким Гордон — стоны - Линда Оуинс — дизайн курток - Чарльз Питерсон — фотография - Шарка Стенр — бэк-вокал на песне «Swallow My Pride» |